# كلوريد الديكوالينيوم
كلويد الديكوالينيوم هو مركب كيميائي أثبت في حالات عديدة أثره الفعال كمطهر للحلق، وهو يتميز بتأثيره الواسع المدى على جميع أنواع البكتيريا ذات الصفة الموجبة والسالبة، وكذلك على الفطريات.

## دواعي استعماله
يشترك كلوريد الديكوالينيوم مع الليزوزيم في:
- علاج التهابات الحلق.
- الوقاية من نزلات البرد.
- علاج التهابات الفم، والحلق المكروبية، مثل:التهابات اللثة، والتهابات الغشاء المخاطي المبطن للفم والحلق، التهابات اللوزتين والإصابات الفطرية للغشاء المبطن للفم والحلقز
- العلاج التمهيدي والتكميلي في حلات التدخل الجراحي في تجويف الفم والحلق، مثل:جراحة الأسنان والفك، وإزالة اللوزتين.